# 卡尔德亚雷纳斯
卡尔德亚雷纳斯，是西班牙阿拉贡自治区韦斯卡省的一个市镇。总面积192平方公里，总人口250人（2001年），人口密度1人/平方公里。